# Tetragnatha farri
Tetragnatha farri este o specie de păianjeni din genul Tetragnatha, familia Tetragnathidae, descrisă de Arthur M. Chickering în anul 1962.
Este endemică în Jamaica. Conform Catalogue of Life specia Tetragnatha farri nu are subspecii cunoscute.